# أوسكار غيريرو سيلفا
أوسكار غيريرو سيلفا (بالإسبانية: Óscar Guerrero Silva)‏ هو مهرب مخدرات مكسيكي، ولد في 1971 في رينوسا في المكسيك، وتوفي في 1 فبراير 2004 في غوادالوبي، نويفو ليون في المكسيك.